# Indie na Letnich Igrzyskach Olimpijskich 2012
Indie na Letnich Igrzyskach Olimpijskich 2012, które odbyły się w Londynie reprezentowało 83 zawodników. Zdobyli oni sześć medali: dwa srebrne i cztery brązowe, zajmując 55. miejsce w klasyfikacji medalowej.
Był to dwudziesty trzeci start reprezentacji Indii na letnich igrzyskach olimpijskich.

## Zdobyte medale
| Medal  | Zawodnik       | Dyscyplina  | Konkurencja                                | Rezultat                                                                     | Data        |
| ------ | -------------- | ----------- | ------------------------------------------ | ---------------------------------------------------------------------------- | ----------- |
| Srebro | Vijay Kumar    | Strzelectwo | Pistolet szybkostrzelny 25 m mężczyzn      | 30 pkt.                                                                      | 4 sierpnia  |
| Srebro | Sushil Kumar   | Zapasy      | Kategoria do 66 kg mężczyzn w stylu wolnym | W finale przegrał z reprezentantem Japonii Tatsuhiro Yonemitsu 0-3.          | 12 sierpnia |
| Brąz   | Gagan Narang   | Strzelectwo | Karabin pneumatyczny 10 m mężczyzn         | 701.1 pkt.                                                                   | 30 lipca    |
| Brąz   | Saina Nehwal   | Badminton   | Gra pojedyncza kobiet                      | W pojedynku o brąz pokonała reprezentantkę Chin Wang Xin 18-21, 0-1 (krecz)  | 4 sierpnia  |
| Brąz   | Mary Kom       | Boks        | Waga musza kobiet                          | W półfinale przegrała z reprezentantką Wielkiej Brytanii Nicolą Adams 6-11.  | 8 sierpnia  |
| Brąz   | Yogeshwar Dutt | Zapasy      | Kategoria do 60 kg mężczyzn w stylu wolnym | W pojedynku o brązowy medal pokonał reprezentanta Korei Północnej Ri JM 3-1. | 11 sierpnia |

## Reprezentanci

### Badminton
Mężczyźni
| Zawodnik          | Konkurencja    | Faza grupowa           | Faza grupowa              | Faza grupowa      | Faza grupowa | Eliminacje                         | Ćwierćfinał             | Półfinał          | Finał             | Finał   |
| Zawodnik          | Konkurencja    | Przeciwnik Punkty      | Przeciwnik Punkty         | Przeciwnik Punkty | Miejsce      | Przeciwnik Punkty                  | Przeciwnik Punkty       | Przeciwnik Punkty | Przeciwnik Punkty | Miejsce |
| ----------------- | -------------- | ---------------------- | ------------------------- | ----------------- | ------------ | ---------------------------------- | ----------------------- | ----------------- | ----------------- | ------- |
| Parupalli Kashyap | gra pojedyncza | Y Tan W (21-14, 21-12) | Nguyễn TM W (21-9, 21-14) | —                 | 1. Q         | Karunaratne W (21-14, 15-21, 21-9) | Lee CW W (19-21, 11-21) | NQ                | NQ                | NQ      |

Kobiety
| Zawodniczka                  | Konkurencja    | Faza grupowa                     | Faza grupowa                                | Faza grupowa                  | Faza grupowa | Eliminacje             | Ćwierćfinał           | Półfinał                | Finał                    | Finał   |
| Zawodniczka                  | Konkurencja    | Przeciwniczka Punkty             | Przeciwniczka Punkty                        | Przeciwniczka Punkty          | Miejsce      | Przeciwniczka Punkty   | Przeciwniczka Punkty  | Przeciwniczka Punkty    | Przeciwniczka Punkty     | Miejsce |
| ---------------------------- | -------------- | -------------------------------- | ------------------------------------------- | ----------------------------- | ------------ | ---------------------- | --------------------- | ----------------------- | ------------------------ | ------- |
| Saina Nehwal                 | gra pojedyncza | Jaquet W (21–9, 21–4)            | L Tan W (21–4, 21-14)                       | —                             | 1 Q          | Yao J W (21–14, 21-16) | Baun W (21-15, 22-20) | Wang Y P (13-21, 13-21) | Wang X W (18-21, 0-1RET) | brąz    |
| Jwala Gutta Ashwini Ponnappa | gra podwójna   | Fujii / Kakiiwa P (16-21, 18-21) | Cheng WH / Chien YC W (25-23, 16-21, 21-18) | Sari / Yao L W (21-16, 21–15) | 3.           | —                      | NQ                    | NQ                      | NQ                       | NQ      |

Mieszane
| Zawodnicy                     | Konkurencja  | Faza grupowa                   | Faza grupowa                     | Faza grupowa                    | Faza grupowa | Ćwierćfinał        | Półfinał           | Finał              | Finał   |
| Zawodnicy                     | Konkurencja  | Przeciwnicy Punkty             | Przeciwnicy Punkty               | Przeciwnicy Punkty              | Miejsce      | Przeciwnicy Punkty | Przeciwnicy Punkty | Przeciwnicy Punkty | Miejsce |
| ----------------------------- | ------------ | ------------------------------ | -------------------------------- | ------------------------------- | ------------ | ------------------ | ------------------ | ------------------ | ------- |
| Valiyaveetil Diju Jwala Gutta | gra mieszana | Ahmad/ Natsir P (16-21, 12-21) | Laybourn / Juhl P (12-21, 16-21) | Lee YD / Ha JE P (15-21, 15-21) | 4.           | NQ                 | NQ                 | NQ                 | NQ      |

### Boks
Mężczyźni
| Zawodnik       | Konkurencja                     | 1/16                 | 1/8              | Ćwierćfinały     | Półfniały        | Finał            | Finał   |
| Zawodnik       | Konkurencja                     | Przeciwnik Wynik     | Przeciwnik Wynik | Przeciwnik Wynik | Przeciwnik Wynik | Przeciwnik Wynik | Pozycja |
| -------------- | ------------------------------- | -------------------- | ---------------- | ---------------- | ---------------- | ---------------- | ------- |
| Devendro Singh | Waga papierowa (do 49 kg)       | Molina W RSC         | Serdamba W 16-11 | Barnes P 18-23   | NQ               | NQ               | NQ      |
| Shiva Thapa    | Waga kogucia (do 56 kg)         | Valdez P 9-14        | NQ               | NQ               | NQ               | NQ               | NQ      |
| Jai Bhagwan    | Waga lekka (do 60 kg)           | Allisop W 18-8       | Żajłauow P 8-16  | NQ               | NQ               | NQ               | NQ      |
| Manoj Kumar    | Waga lekkopółśrednia (do 64 kg) | Hudajberdijew W 13-7 | Stalker P 16-20  | NQ               | NQ               | NQ               | NQ      |
| Vikas Krishan  | Waga półśrednia (do 69 kg)      | BYE                  | Spence P 13-15   | NQ               | NQ               | NQ               | NQ      |
| Vijender Singh | Waga średnia (do 75 kg)         | Sużanow W 14-10      | Gausha W 16-15   | Atoyev P 13-17   | NQ               | NQ               | NQ      |
| Sumit Sangwan  | Waga półciężka (do 81 kg)       | Falcão P 14-15       | NQ               | NQ               | NQ               | NQ               | NQ      |

Kobiety
| Zawodniczka | Konkurencja           | 1/8                 | Ćwierćfinały        | Półfniały           | Finał               | Finał   |
| Zawodniczka | Konkurencja           | Przeciwniczka Wynik | Przeciwniczka Wynik | Przeciwniczka Wynik | Przeciwniczka Wynik | Pozycja |
| ----------- | --------------------- | ------------------- | ------------------- | ------------------- | ------------------- | ------- |
| Mary Kom    | Waga musza (do 51 kg) | Michalczuk W 19-14  | Rahali W 15-6       | Adams P 6-11        | NQ                  | brąz    |

### Hokej na trawie
Mężczyźni
Reprezentacja Indii w hokeju na trawie mężczyzn zajęła ostatnie, szóste miejsce w rozgrywkach grupy B turnieju olimpijskiego, doznając pięciu porażek. W meczu o 11. miejsce uległa reprezentacji RPA, zajmując ostatecznie ostatnie, 12. miejsce w turnieju.
Faza grupowa
Grupa B
Wyniki
Faza pucharowa
Mecz o 11 miejsce
| 11 sierpnia 20128:30 WET | Południowa Afryka                                            | 3:2 | Indie                                        |  |
| 11 sierpnia 20128:30 WET | Andrew Cronje 7' Timothy Drummond 33' Lloyd Norris-Jones 64' | 3:2 | 13' (kar.) Sandeep Singh 66' Dharamvir Singh |  |
| 11 sierpnia 20128:30 WET | Lloyd Norris-Jones 31' · Timothy Drummond 38'                | 3:2 | 28' S. K. Uthappa · 33' V. R. Raghunath      |  |

Skład
1. Ignace Tirkey
4. Sandeep Singh
6. Bharat Chettri
7. Manpreet Singh
8. Sardara Singh
10. Dharamvir Singh
12. V. R. Raghunath
13. Gurbaj Singh
14. Tushar Khandker
15. S. K. Uthappa
16. P. R. Sreejesh
17. Danish Mujtaba
18. Shivendra Singh
21. Gurwinder Singh Chandri
24. Sowmarpet Sunil
26. Birendra Lakra
Trener:  Michael Nobbs

### Judo
Kobiety
| Zawodniczka      | Konkurencja | 1/16                | 1/8                 | Ćwierćfinały        | Półfinały           | Repesaż 1           | Repesaż 2           | Finał               | Finał   |
| Zawodniczka      | Konkurencja | Przeciwniczka Wynik | Przeciwniczka Wynik | Przeciwniczka Wynik | Przeciwniczka Wynik | Przeciwniczka Wynik | Przeciwniczka Wynik | Przeciwniczka Wynik | Pozycja |
| ---------------- | ----------- | ------------------- | ------------------- | ------------------- | ------------------- | ------------------- | ------------------- | ------------------- | ------- |
| Garima Chaudhary | Do 63 kg    | Ueno P 0000-0100    | NQ                  | NQ                  | NQ                  | NQ                  | NQ                  | NQ                  | NQ      |

### Lekkoatletyka
Mężczyźni
| Zawodnik             | Konkurencja  | Eliminacje | Eliminacje | Półfinał | Półfinał | Finał   | Finał   |
| Zawodnik             | Konkurencja  | Wynik      | Miejsce    | Wynik    | Miejsce  | Wynik   | Miejsce |
| -------------------- | ------------ | ---------- | ---------- | -------- | -------- | ------- | ------- |
| Ram Singh Yadav      | maraton      | —          | —          | —        | —        | 2:30:06 | 78.     |
| Baljinder Singh      | chód na 20km | —          | —          | —        | —        | 1:25:39 | 43.     |
| Gurmeet Singh        | chód na 20km | —          | —          | —        | —        | 1:23:34 | 33.     |
| Irfan Kolothum Thodi | chód na 20km | —          | —          | —        | —        | 1:20:21 | 10.     |
| Basanta Bahadur Rana | chód na 50km | —          | —          | —        | —        | 3:56:48 | 36.     |

| Zawodnik           | Konkurencja    | Kwalifikacje | Kwalifikacje | Finał    | Finał   |
| Zawodnik           | Konkurencja    | Rezultat     | Miejsce      | Rezultat | Miejsce |
| ------------------ | -------------- | ------------ | ------------ | -------- | ------- |
| Om Prakash Karhana | pchnięcie kulą | 19.86        | 19.          | NQ       | NQ      |
| Vikas Gowda        | rzut dyskiem   | 65.20        | 5.           | 64.79    | 8.      |
| Renjith Maheshwary | trójskok       | NM           | –            | NQ       | NQ      |

Kobiety
| Zawodniczka | Konkurencja           | Eliminacje | Eliminacje | Półfinał | Półfinał | Finał | Finał   |
| Zawodniczka | Konkurencja           | Wynik      | Miejsce    | Wynik    | Miejsce  | Wynik | Miejsce |
| ----------- | --------------------- | ---------- | ---------- | -------- | -------- | ----- | ------- |
| Tintu Luka  | 800 m                 | 2:01.75    | 3.         | 1:59.69  | 6.       | NQ    | NQ      |
| Sudha Singh | 3000 m z przeszkodami | 9:48.86    | 13.        | —        | —        | NQ    | NQ      |

| Zawodniczka    | Konkurencja  | Kwalifikacje | Kwalifikacje | Finał    | Finał   |
| Zawodniczka    | Konkurencja  | Rezultat     | Miejsce      | Rezultat | Miejsce |
| -------------- | ------------ | ------------ | ------------ | -------- | ------- |
| Seema Antil    | rzut dyskiem | 61.91        | 13.          | NQ       | NQ      |
| Krishna Poonia | rzut dyskiem | 63.54        | 8.           | 63.62    | 7.      |
| Sahana Kumari  | skok wzwyż   | 1.80         | 29.          | NQ       | NQ      |
| Mayookha Johny | trójskok     | 13.77        | 22.          | NQ       | NQ      |

### Łucznictwo
Mężczyźni
| Zawodnik                                      | Konkurencja   | Runda rankingowa | Runda rankingowa | 1/32             | 1/16              | 1/8                       | Ćwierćfinał      | Półfinał         | Finał            | Finał   |
| Zawodnik                                      | Konkurencja   | Punkty           | Rozstawienie     | Przeciwnik Wynik | Przeciwnik Wynik  | Przeciwnik Wynik          | Przeciwnik Wynik | Przeciwnik Wynik | Przeciwnik Wynik | Pozycja |
| --------------------------------------------- | ------------- | ---------------- | ---------------- | ---------------- | ----------------- | ------------------------- | ---------------- | ---------------- | ---------------- | ------- |
| Jayanta Talukdar                              | indywidualnie | 650              | 53.              | Wukie P 0-6      | NQ                | NQ                        | NQ               | NQ               | NQ               | NQ      |
| Rahul Banerjee                                | indywidualnie | 655              | 46.              | Gantögs W 6-0    | Dobrowolski P 3-7 | NQ                        | NQ               | NQ               | NQ               | NQ      |
| Tarundeep Rai                                 | indywidualnie | 664              | 31.              | Stevens W 6-5    | Kim BM P 2-6      | NQ                        | NQ               | NQ               | NQ               | NQ      |
| Jayanta Talukdar Rahul Banerjee Tarundeep Rai | drużynowo     | 1969             | 12.              | —                | —                 | Japonia P 214-214 (27-29) | NQ               | NQ               | NQ               | NQ      |

Kobiety
| Zawodniczka                                            | Konkurencja   | Runda rankingowa | Runda rankingowa | 1/32                | 1/16                | 1/8                 | Ćwierćfinał         | Półfinał            | Finał               | Finał   |
| Zawodniczka                                            | Konkurencja   | Punkty           | Rozstawienie     | Przeciwniczka Wynik | Przeciwniczka Wynik | Przeciwniczka Wynik | Przeciwniczka Wynik | Przeciwniczka Wynik | Przeciwniczka Wynik | Pozycja |
| ------------------------------------------------------ | ------------- | ---------------- | ---------------- | ------------------- | ------------------- | ------------------- | ------------------- | ------------------- | ------------------- | ------- |
| Laishram Bombayla Devi                                 | indywidualnie | 651              | 22.              | Psarra W 6-4        | Román P 2-6         | NQ                  | NQ                  | NQ                  | NQ                  | NQ      |
| Deepika Kumari                                         | indywidualnie | 662              | 8.               | Oliver P 2-6        | NQ                  | NQ                  | NQ                  | NQ                  | NQ                  | NQ      |
| Chekrovolü Swüro                                       | indywidualnie | 625              | 50.              | Nichols P 5-6       | NQ                  | NQ                  | NQ                  | NQ                  | NQ                  | NQ      |
| Laishram Bombayla Devi Deepika Kumari Chekrovolü Swüro | drużynowo     | 1938             | 8.               | —                   | —                   | Dania P 210-211     | NQ                  | NQ                  | NQ                  | NQ      |

### Pływanie
Mężczyźni
| Zawodnik        | Konkurencja    | Eliminacje | Eliminacje | Finał | Finał   |
| Zawodnik        | Konkurencja    | Czas       | Miejsce    | Czas  | Miejsce |
| --------------- | -------------- | ---------- | ---------- | ----- | ------- |
| Ullalmath Gagan | 1500m dowolnym | 16:31.14   | 31.        | NQ    | NQ      |

### Podnoszenie ciężarów
Mężczyźni
| Zawodnik          | Konkurencja | Rwanie | Rwanie  | Podrzut | Podrzut | Razem | Pozycja |
| Zawodnik          | Konkurencja | Wynik  | Pozycja | Wynik   | Pozycja | Razem | Pozycja |
| ----------------- | ----------- | ------ | ------- | ------- | ------- | ----- | ------- |
| Katulu Ravi Kumar | Do 69 kg    | 136    | 16.     | 167     | 15.     | 303   | 15.     |

Kobiety
| Zawodniczka           | Konkurencja | Rwanie | Rwanie  | Podrzut | Podrzut | Razem | Pozycja |
| Zawodniczka           | Konkurencja | Wynik  | Pozycja | Wynik   | Pozycja | Razem | Pozycja |
| --------------------- | ----------- | ------ | ------- | ------- | ------- | ----- | ------- |
| Ngangbam Soniya Chanu | Do 48 kg    | 74     | 8.      | 97      | 7.      | 171   | 7.      |

### Strzelectwo
Mężczyźni
| Zawodnik              | Konkurencja                             | Kwalifikacje | Kwalifikacje | Finał  | Finał   |
| Zawodnik              | Konkurencja                             | Punkty       | Miejsce      | Punkty | Miejsce |
| --------------------- | --------------------------------------- | ------------ | ------------ | ------ | ------- |
| Abhinav Bindra        | Karabin pneumatyczny 10 m               | 594          | 16.          | NQ     | NQ      |
| Joydeep Karmakar      | Karabin małokalibrowy leżąc 50 m        | 595          | 7.           | 699.1  | 4.      |
| Vijay Kumar           | Pistolet pneumatyczny 10 m              | 570          | 31.          | NQ     | NQ      |
| Vijay Kumar           | Pistolet szybkostrzelny 25 m            | 585          | 4.           | 30     | srebro  |
| Gagan Narang          | Karabin pneumatyczny 10 m               | 598          | 3.           | 701.1  | brąz    |
| Gagan Narang          | Karabin małokalibrowy leżąc 50 m        | 593          | 18.          | NQ     | NQ      |
| Gagan Narang          | Karabin małokalibrowy trzy postawy 50 m | 1164         | 20.          | NQ     | NQ      |
| Sanjeev Rajput        | Karabin małokalibrowy trzy postawy 50 m | 1161         | 26.          |        |         |
| Manavjit Singh Sandhu | Trap                                    | 119          | 16.          | NQ     | NQ      |
| Ronjan Sodhi          | Trap podwójny                           | 134          | 11.          | NQ     | NQ      |

Kobiety
| Zawodniczka      | Konkurencja                | Kwalifikacje | Kwalifikacje | Finał  | Finał   |
| Zawodniczka      | Konkurencja                | Punkty       | Miejsce      | Punkty | Miejsce |
| ---------------- | -------------------------- | ------------ | ------------ | ------ | ------- |
| Shagun Chowdhary | Trap                       | 61           | 20.          | NQ     | NQ      |
| Rahi Sarnobat    | Pistolet sportowy 25 m     | 579          | 19.          | NQ     | NQ      |
| Heena Sindhu     | Pistolet pneumatyczny 10 m | 382          | 12.          | NQ     | NQ      |
| Annuraj Singh    | Pistolet sportowy 25 m     | 579          | 19.          | NQ     | NQ      |
| Annuraj Singh    | Pistolet pneumatyczny 10 m | 378          | 23.          | NQ     | NQ      |

### Tenis stołowy
Mężczyźni
| Zawodnik        | Konkurencja | Eliminacje       | Runda 1          | Runda 2          | Runda 3          | Runda 4          | Ćwierćfinały     | Półfinały        | Finał            | Finał   |
| Zawodnik        | Konkurencja | Przeciwnik Wynik | Przeciwnik Wynik | Przeciwnik Wynik | Przeciwnik Wynik | Przeciwnik Wynik | Przeciwnik Wynik | Przeciwnik Wynik | Przeciwnik Wynik | Pozycja |
| --------------- | ----------- | ---------------- | ---------------- | ---------------- | ---------------- | ---------------- | ---------------- | ---------------- | ---------------- | ------- |
| Soumyajit Ghosh | singel      | BYE              | Tsuboi W (4–2)   | Kim HB P (1-4)   | NQ               | NQ               | NQ               | NQ               | NQ               | NQ      |

Kobiety
| Zawodniczka | Konkurencja | Eliminacje          | Runda 1             | Runda 2             | Runda 3             | Runda 4             | Ćwierćfinały        | Półfinały           | Finał               | Finał   |
| Zawodniczka | Konkurencja | Przeciwniczka Wynik | Przeciwniczka Wynik | Przeciwniczka Wynik | Przeciwniczka Wynik | Przeciwniczka Wynik | Przeciwniczka Wynik | Przeciwniczka Wynik | Przeciwniczka Wynik | Pozycja |
| ----------- | ----------- | ------------------- | ------------------- | ------------------- | ------------------- | ------------------- | ------------------- | ------------------- | ------------------- | ------- |
| Ankita Das  | singel      | BYE                 | Ramírez P (1-4)     | NQ                  | NQ                  | NQ                  | NQ                  | NQ                  | NQ                  | NQ      |

### Tenis ziemny
Mężczyźni
| Zawodnik                      | Konkurencja    | 1/32              | 1/16                           | 1/8                            | Ćwierćfinały     | Półfinały        | Finał            | Finał   |
| Zawodnik                      | Konkurencja    | Przeciwnik Wynik  | Przeciwnik Wynik               | Przeciwnik Wynik               | Przeciwnik Wynik | Przeciwnik Wynik | Przeciwnik Wynik | Pozycja |
| ----------------------------- | -------------- | ----------------- | ------------------------------ | ------------------------------ | ---------------- | ---------------- | ---------------- | ------- |
| Somdev Devvarman              | gra pojedyncza | Nieminen 3:6, 1:6 | NQ                             | NQ                             | NQ               | NQ               | NQ               | NQ      |
| Vishnu Vardhan                | gra pojedyncza | Kavčič 3:6, 2:6   | NQ                             | NQ                             | NQ               | NQ               | NQ               | NQ      |
| Mahesh Bhupathi Rohan Bopanna | gra podwójna   | —                 | Bury Mirny 7:6(4), 6:7(4), 8:6 | Benneteau Gasquet 3:6, 4:6     | NQ               | NQ               | NQ               | NQ      |
| Leander Paes Vishnu Vardhan   | gra podwójna   | —                 | Haase Rojer 7:6(1), 4:6, 6:2   | Llodra Tsonga 6:7(3), 6:4, 3:6 | NQ               | NQ               | NQ               | NQ      |

Kobiety
| Zawodniczka                     | Konkurencja  | 1/32                | 1/16                       | 1/8                 | Ćwierćfinały        | Półfinały           | Finał               | Finał   |
| Zawodniczka                     | Konkurencja  | Przeciwniczka Wynik | Przeciwniczka Wynik        | Przeciwniczka Wynik | Przeciwniczka Wynik | Przeciwniczka Wynik | Przeciwniczka Wynik | Pozycja |
| ------------------------------- | ------------ | ------------------- | -------------------------- | ------------------- | ------------------- | ------------------- | ------------------- | ------- |
| Rushmi Chakravarthi Sania Mirza | gra podwójna | —                   | Chuang Hsieh 1:6, 6:3, 1:6 | NQ                  | NQ                  | NQ                  | NQ                  | NQ      |

Mieszana
| Zawodnicy                | Konkurencja  | 1/8                        | Ćwierćfinały               | Półfinały         | Finał             | Finał   |
| Zawodnicy                | Konkurencja  | Przeciwnicy Wynik          | Przeciwnicy Wynik          | Przeciwnicy Wynik | Przeciwnicy Wynik | Pozycja |
| ------------------------ | ------------ | -------------------------- | -------------------------- | ----------------- | ----------------- | ------- |
| Leander Paes Sania Mirza | gra mieszana | Ivanović Zimonjić 6:2, 6:4 | Azaranka Mirny 5:7, 6:7(5) | NQ                | NQ                | NQ      |

### Wioślarstwo
Mężczyźni
| Zawodnik                    | Konkurencja                  | Eliminacje | Eliminacje | Repasaże | Repasaże | Ćwierćfinał | Ćwierćfinał | Półfinał | Półfinał | Finał   | Finał   |
| Zawodnik                    | Konkurencja                  | Czas       | Miejsce    | Czas     | Miejsce  | Czas        | Miejsce     | Czas     | Miejsce  | Czas    | Miejsce |
| --------------------------- | ---------------------------- | ---------- | ---------- | -------- | -------- | ----------- | ----------- | -------- | -------- | ------- | ------- |
| Sawarn Singh                | jedynka                      | 6:54.04    | 4. R       | 7:00.49  | 1. Q     | 7:11.59     | 4. P C/D    | 7:36.25  | 2. F C   | 7:29.66 | 16.     |
| Sandeep Kumar Manjeet Singh | dwójka podwójna wagi lekkiej | 6:56.60    | 4. R       | 6:54.20  | 6. P C/D | BYE         | BYE         | 7:19.31  | 4. F D   | 7:08.39 | 19.     |

### Zapasy
Mężczyźni – styl wolny
| Zawodnik               | Konkurencja | Kwalifikacje     | 1/8              | Ćwierćfinał           | Półfinał         | Repesaż 1        | Repesaż 2         | Finał            | Finał   |
| Zawodnik               | Konkurencja | Przeciwnik Wynik | Przeciwnik Wynik | Przeciwnik Wynik      | Przeciwnik Wynik | Przeciwnik Wynik | Przeciwnik Wynik  | Przeciwnik Wynik | Pozycja |
| ---------------------- | ----------- | ---------------- | ---------------- | --------------------- | ---------------- | ---------------- | ----------------- | ---------------- | ------- |
| Amit Kumar             | -55 kg      | BYE              | Rahimi W 3-1     | Chinczegaszwili P 1-3 | NQ               | BYE              | Welikow P 0-3     | NQ               | 10.     |
| Yogeshwar Dutt         | -60 kg      | Guidea W 3-1     | Kuduchow P 0-3   | NQ                    | NQ               | Gómez W 3-0      | Esmaeilpour W 3-1 | Ri JM W 3-1      | brąz    |
| Sushil Kumar           | -66 kg      | BYE              | Şahin W 3-1      | Nawruzow W 3-1        | Tanatarow W 3-1  | BYE              | BYE               | Yonemitsu P 0-3  | srebro  |
| Narsingh Pancham Yadav | -74 kg      | BYE              | Gentry P 1-3     | NQ                    | NQ               | NQ               | NQ                | NQ               | 14.     |

Kobiety
| Zawodniczka  | Konkurencja | Kwalifikacje        | 1/8                 | Ćwierćfinał         | Półfinał            | Repasaż 1           | Repasaż 2           | Finał               | Finał   |
| Zawodniczka  | Konkurencja | Przeciwniczka Wynik | Przeciwniczka Wynik | Przeciwniczka Wynik | Przeciwniczka Wynik | Przeciwniczka Wynik | Przeciwniczka Wynik | Przeciwniczka Wynik | Miejsce |
| ------------ | ----------- | ------------------- | ------------------- | ------------------- | ------------------- | ------------------- | ------------------- | ------------------- | ------- |
| Geeta Phogat | -55 kg      | BYE                 | Verbeek P 1-3       | NQ                  | NQ                  | BYE                 | Łazarewa P 0-3      | NQ                  | 13.     |